# I'm Not a Blonde
I'm Not a Blonde (but I'd Love to Be Blondie) (note semplicemente come I'm Not a Blonde) sono un duo musicale italo-americano di musica elettropop, composto dalle polistrumentiste Chiara "Oakland" Castello e Camilla Matley Benedini.

## Storia
Hanno pubblicato con scadenza trimestrale da ottobre 2014 a luglio 2015 una trologia di EP contenenti 3 brani ciascuno, chiamati "3P". Nel 2015 aprono i concerti di Verdena e Bluvertigo al Fabrique di Milano. A giugno dello stesso anno presentano il loro primo video ufficiale If con anteprima su Redbull Tv e subito dopo in rotazione su MTV New Zone. Sono state protagoniste della sfilata per la collezione uomo autunno/inverno 2016 di Andrea Incontri a Pitti Uomo curandone la colonna sonora live.
Il 12 febbraio 2016 pubblicano l'album Introducing I'm Not a Blonde prodotto dalla casa discografica INRI di Torino. Il 23 febbraio aprono il concerto degli Hurts all'Alcatraz di Milano. A giugno suonano in Piazza della Loggia a Brescia nell'ambito del concorso Musica da Bere, dove vincono il primo premio prevalendo sui finalisti La Rappresentante di Lista e Pinguini Tattici Nucleari. Suonano a festival come il Wired Next Fest prima di Max Gazzè, al Flower Fest con Levante e Peaches, il Rugby Sound Festival prima dei Planetfunk e all'Home Festival con importanti artisti tra cui Duran Duran, Moderat e Soulwax.
Il 2018 è l'anno del secondo album dal titolo The Blonde Album; il singolo Daughter viene trasmesso in rotazione su Fluxfm, importante radio indipendente tedesca con sede a Berlino. Segue nel 2019 la pubblicazione del terzo disco Under the Rug, presentato al Reeperbahn Festival in Germania. Particolarmente apprezzate dalla stampa e dal pubblico dell'Europa centro-nord, sul piano internazionale collaborano con l'etichetta Backseat e con il booking All Rooms di Berlino. Hanno aperto i concerti italiani dei Franz Ferdinand all'Unipol Arena di Bologna, The Killers a Rock in Roma, i Wolf Alice per la loro data unica in Italia nel 2018 e Mike Shinoda dei Linkin' Park nel 2019 a Milano e Padova.
Nel 2020 pubblicano l'EP Songs from Home. Nel 2021 vincono la call indetta da Italia Music Export, a supporto della loro attività promozionale all'estero. Anticipato dai singoli Circles e 1984, il 10 dicembre 2021 è uscito l'EP Welcome Shadows, primo capitolo di un progetto articolato in due tappe e presentato successivamente al Germi di Milano, il circolo fondato da Manuel Agnelli e Rodrigo D'Erasmo; l'8 aprile 2022 è uscito il secondo capitolo This is Light, anticipato dai singoli Talk of Love e Speak Loud.

## Discografia

### Album in studio
- 2016 – Introducing I'm Not a Blonde
- 2018 – The Blonde Album
- 2019 – Under the Rug

### EP
- 2014 – EP 1
- 2015 – EP 2
- 2015 – EP 3
- 2020 – Songs from Home
- 2021 – Welcome Shadows
- 2022 – This Is Light

### Singoli
- 2017 – A Reason
- 2017 – Daughter
- 2017 – The Road
- 2019 – Too Old
- 2019 – Happy Face
- 2019 – Not That Girl
- 2020 – Eternal Ride of a Heartful Mind
- 2020 – Songs from Home
- 2021 – Circles
- 2021 – 1984
- 2021 – Welcome Shadows
- 2022 – Talk of Love
- 2022 – Speak Loud